# Reactor de neutrones rápidos

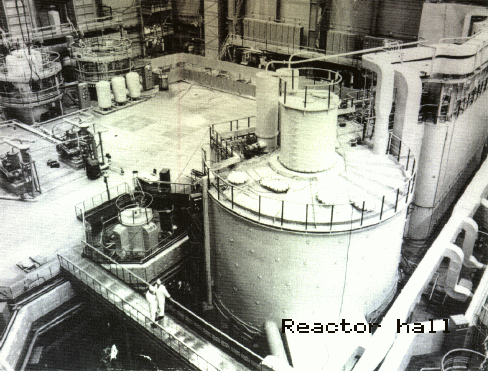
Reactor nuclear rápido Shevchenko BN350 y planta de desalinización situada en la costa del Mar Caspio. La central generaba 135 MW_{e} y proporcionaba vapor para una planta de desalinización asociada. Vista del interior de la sala del reactor.

Un reactor de neutrones rápidos o simplemente reactor rápido es una categoría de reactor nuclear en la que la reacción en cadena de fisión es sostenida por los neutrones rápidos. Un reactor de ese tipo no necesita un moderador de neutrones, pero debe usar un combustible que sea relativamente rico en material fisible cuando se le compara a lo requerido por un reactor termal.

## Ventajas
- Aunque actualmente no es económico (al año 2010),[6] un reactor de neutrones rápidos puede reducir la radiotoxicidad total de los desechos nucleares, y reduce dramáticamente la vida de los desechos.[7] Ellos también pueden usar todo o casi todo el combustible en los desechos. Los neutrones rápidos tienen una ventaja en la transmutación de los desechos nucleares. Con los neutrones rápidos, la proporción entre la división y la captura de neutrones del plutonio o actínidos menores es a menudo más grande que cuando los neutrones son más lentos, a velocidades termales o "epitermales" cercanas a la termal. Los actínidos transmutados de numeración impar (por ejemplo, del Pu-240 al Pu-241) se dividen más fácilmente. Después de que se dividen, los actínidos se convierten en un par de "productos de la fisión". Estos elementos tienen menos radiotoxicidad total. Dado que el desecho de los productos de la fisión está dominado por el producto de la fisión con mayor radiotoxicidad, el Cesio-137, que tiene una vida media de 30,1 años,[7] el resultado es la reducción de la vida del desecho nuclear desde decenas de milenios (de los isotopos transuránicos) a unos pocos siglos. Los procesos no son perfectos, pero los transuránicos restantes son reducidos desde un problema significativo a un pequeñísimo porcentaje de los desechos totales, ya que la mayor parte de los transuránicos pueden ser usados como combustible.

- Los reactores rápidos técnicamente resuelven el argumento de la escasez de combustible usado contra los reactores alimentados con uranio sin asumir reservas sin explorar, o la extracción  de las fuentes diluidas tales como el granito ordinario o el océano. Ellos permiten que los combustibles nucleares sean reproducidos a partir de todos los actínidos, incluyendo las fuentes conocidas y abundantes de uranio empobrecido y torio, y los desechos de los reactores de agua ligera. En promedio, más neutrones por fisión son producidos en las fisiones provocadas por los neutrones rápidos que en aquellas causadas por neutrones termales. Esto resulta en una gran abundancia de neutrones lejos más allá de los requeridos para sostener la reacción en cadena. Estos neutrones pueden ser usados para producir combustible extra, o para transmutar desechos de vida media larga a isotopos menos problemáticos, tales como fue hecho en el reactor Phénix en Marcoule en Francia. Aunque los reactores termales convencionales también producen un exceso de neutrones, los reactores rápidos pueden producir los suficientes para reproducir más combustible del que consumen. Tales diseños son conocidos como reactores rápidos reproductores.

- El reactor rápido no sólo transmuta los elementos transuránicos de numeración impar inconvenientes (notablemente el Pu-240 y el U-238). Los transmuta, y luego los fisiona para obtener energía, así que esos antiguos desechos podrían realmente ser valiosos.

## Desventajas
- La criticidad del reactor responde dentro del tiempo de viaje de los neutrones desde el núcleo. Por lo tanto, el diseño de un reactor rápido es más demandante, ya que no existe ningún moderador cuyo comportamiento termal o mecánico puede ajustar al reactor, y la vida del neutrón es menor que en un reactor termal, dado que los neutrones se difunde sin desacelerarse. Los reactores rápidos no pueden estabilizarse en forma confiable con varillas de control, las que son demasiado lentas. La mayor parte de los diseños son estabilizados ya sea por ensanchamiento Doppler o por expansión termal del combustible, un envenenador de neutrones o un reflector de neutrones.

- Debido a las bajas secciones eficaces de la mayor parte de los materiales en las altas energías de los neutrones, la masa crítica en un reactor rápido es mucho más alta que la de un reactor termal. En la práctica, esto significa enriquecimientos mucho más altos: >20% de enriquecimiento en un reactor rápido comparado al enriquecimiento de <5% en un típico reactor termal. Dado que el enriquecimiento es el paso más caro en el ciclo del combustible, esto incrementa significativamente los costos iniciales de un reactor rápido.

- A menudo el sodio es usado como un refrigerante en los reactores rápidos, ya que no modera tanto las velocidades de los neutrones y tiene una alta capacidad de calor. Sin embargo, se inflama en el aire y es muy corrosivo. Ha causado dificultades en varios reactores (por ejemplo, USS Seawolf (SSN-575), Monju). Aunque algunos reactores rápidos refrigerados por sodio han operado en forma segura (siendo un caso el Superphénix), los problemas con el sodio pueden ser prevenidos al usar plomo o sales de cloro fundidas como refrigerantes.

- Dado que no hay un moderador y los metales líquidos tienen una baja tasa y capacidad de moderación, la interacción principal de los neutrones con los refrigerantes de metal líquido es la reacción (n, gama). Hervir el refrigerante puede reducir la densidad y absorción del refrigerante, de tal manera que el reactor tiene un coeficiente de vacío positivo, lo que es peligroso y no deseable desde el punto de vista de la seguridad y de un accidente.

## Diseño del reactor nuclear

### Refrigerante
El agua, el refrigerante más común usado en los reactores termales, generalmente no es un refrigerante factible para los reactores rápidos, debido a que actúa como un moderador de neutrones. Sin embargo, el reactor de generación IV conocido como el reactor de agua supercrítica con una densidad de refrigerante disminuida puede alcanzar un espectro de neutrones lo suficientemente duro como para ser considerado un reactor rápido.
Todos los reactores rápidos actuales son reactores refrigerados por metal líquido. El primer reactor Clementine usaba mercurio como refrigerante y plutonio como combustible metálico. El refrigerante NaK es popular en los reactores de prueba debido a su bajo punto de fusión. La refrigeración usando plomo derretido ha sido usada en unidades de propulsión naval así como en otros reactores prototipos. Todos los reactores rápidos de gran escala han usado sodio derretido como refrigerante.
Otro reactor rápido propuesto es un reactor de sal fundida, uno en las propiedades moderadoras de la sal fundida son insignificantes. Normalmente esto es logrado reemplazando los fluoruros de metales ligeros (por ejemplo, LiF, [[BeF2]]) en el portador de la sal con cloruros de metales pesados (por ejemplo, KCl, RbCl, ZrCl4).
Los reactores rápidos refrigerados por gas también han sido investigados.

### Combustible nuclear
En la práctica, sostener una reacción en cadena de fisión con neutrones rápidos significa usar uranio enriquecido relativamente alto o plutonio. La razón para esto es que las reacciones fisibles son favorecidas a los niveles de la energía termal, dado que la proporción entre la sección transversal de fisión del Pu-239 y la sección transversal de absorción del U-238 es de aproximadamente 100 en un espectro termal y de 8 en un espectro rápido. Por lo tanto es imposible construir un rector rápido usando sólo uranio natural como combustible. Sin embargo, es posible construir un reactor rápido que reproducirá combustible (a partir de material fértil) al producir más material fisible del que consume. Después de la carga inicial de combustible un reactor de ese tipo puede ser reabastecido por el reprocesamiento nuclear. Los productos de la fisión pueden ser reemplazados agregando uranio natural o incluso uranio empobrecido sin que se requiera un mayor enriquecimiento. Esto es el concepto del reactor reproductor rápido (en inglés: Fast Breeder Reactor, FBR.
Hasta ahora, la mayor parte de los reactores de neutrones rápidos han usado combustible MOX (óxido mixto) o aleación de metal. Los reactores de neutrones rápidos soviéticos han estado usando combustible de uranio (U-235 altamente enriquecido). El reactor prototipo hindú ha estado usando como combustible uranio-carburo.

### Control
Como los reactores termales, los reactores de neutrones rápidos son controlados al mantener la criticidad del reactor dependiendo de los neutrones retrasados, con el control grueso realizado por varillas u hojas de control que absorben los neutrones.
Sin embargo, ellos no pueden basarse en cambios a sus moderadores ya que no existe ningún moderador. Así que se usa el ensanchamiento Doppler en el moderador, lo que afecta a los neutrones térmicos, que no funcionan, ni tiene un coeficiente de vacío negativo en el moderador. Ambas técnicas son muy comunes en los reactores de agua ligera comunes.
El ensanchamiento Doppler del movimiento molecular del combustible, provocado por el calor, pueden proporcionar una rápida retroalimentación negativa. El movimiento molecular de los fisionables en sí mismos puede ajustar la velocidad relativa del combustible llevándola lejos de velocidad óptima de los neutrones.
La expansión termal del combustible en sí mismo también puede proporcionar una rápida retroalimentación negativa.
Los reactores pequeños como aquellos utilizados en los submarinos pueden usar ensanchamiento doppler o la expansión termal de los reflectores de neutrones.

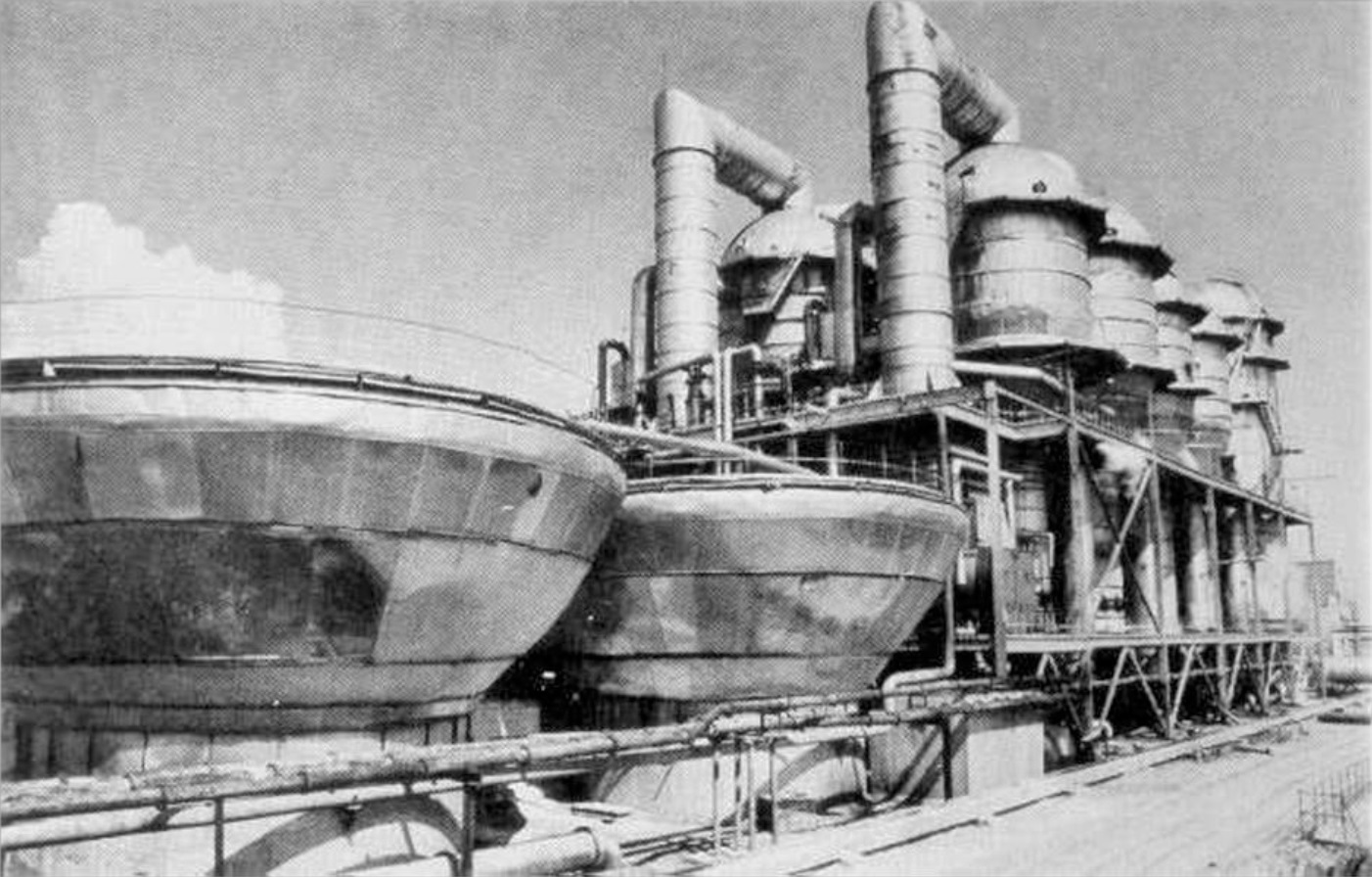
Unidad de desalinización Shevchenko BN350. Vista de la única unidad de desalinización calentada nuclearmente en el mundo.

## Historia
Una propuesta del 2008 de la Agencia Internacional de Energía Atómica para un Sistema de Preservación del Conocimiento del Reactor Rápido oberva que:

durante los pasados 15 años ha existido un estancamiento en el desarrollo de los reactores rápidos en los países industrializados que estaban inicialmente involucrados en un intensivo desarrollo en esta área. Todos los estudios sobre los reactores rápidos han sido detenidos en países tales como Alemania, Italia, Reino Unido y Estados Unidos, y el único trabajo que está siendo desarrollado está relacionado con la descomisión de los reactores rápidos. Muchos especialistas que estaban involucrados en los estudios y desarrollo en esta área en estos países ya se han retirado o están cercanos al retiro. En países tales como Francia, Japón y la Federación Rusa que aún están activamente desarrollando la tecnología de los reactores rápidos, la situación es agravada por la carencia de científicos e ingenieros jóvenes que se involucren en esta rama de la energía nuclear. 

## Lista de reactores rápidos

### Estados Unidos
- CLEMENTINE, el primer reactor rápido, construido en el año 1946 en el Laboratorio Nacional de Los Álamos. Combustible de metal de plutonio, refrigerante de mercurio, potencia de 25 kW termal, usado para investigación, especialmente como una fuente de neutrones rápidos.
- EBR-I en Idaho Falls, el que el año 1951 se convirtió en el primer reactor en generar cantidades significativas de energía eléctrica. Descomisionado en el año 1964.
- Fermi 1 cerca de Detroit era un prototipo de un reactor reproductor rápido que comenzó a operar en el año 1957 y cerrado en el año 1972.
- EBR-II prototipo del Reactor Rápido Integral, 1965 - ¿1995?.
- SEFOR en Arkansas, un reactor de investigación de 20 MWt que operó desde 1969 a 1972.
- Instalación de Pruebas de Fast Flux, 400 MWt, operado sin problemas entre 1982 y 1992, en Hanford, Washington, actualmente desactivado, el sodio líquido es drenado con un relleno de argón bajo observación y mantenimiento.

### Europa
- DFR (Reactor Rápido Dounreay (en inglés: Dounreay Fast Reactor, DFR), 1959–1977, 14 MWe) y PFR (Reactor Rápido Prototipo (en inglés: Prototype Fast Reactor, PFR), 1974–1994, 250 MWe), en Caithness, en el área de las Tierras Altas en Escocia.
- Rhapsodie en Cadarache, Francia, (20 luego 40 MW) entre 1967 y 1982.
- Superphénix, en Francia, 1200 MWe, cerrado en 1997 debido a una decisión política y a costos de operación muy altos.
- Phénix, 1973, Francia, 233 MWe, se reinició en el año 2003 a 140 MWe para realizar experimentos sobre la transmutación de los desechos nucleares por seis años, cesó la operación de generación de energía en marzo de 2009, aunque continuará para pruebas de operación y para continuar programas de investigación por la CEA hasta el final de 2009. Detenido el 2010.
- KNK-II, Alemania.

### Unión Soviética
- Los reactores rápidos refrigerados por plomo pequeños usados para la propulsión naval, particularmente por la Armada Soviética.
- Reactor nuclear BN-350, construido por la Unión Soviética en Shevchenko (actualmente Aqtau) en el mar Caspio, 130 MWe más de 80.000 toneladas de agua potable diariamente.

### Nunca operados
- Reactor Reproductor de Clinch River, Estados Unidos.
- Reactor Rápido Integral, Estados Unidos. Diseño que enfatizaba el ciclo de combustible basado en reprocesamiento electrolítico en el mismo sitio del reactor. Cancelado en el año 1994 sin haberse construido.
- SNR-300, Alemania.

### Operando actualmente
- Jōyō (常陽?), 1977–1997 y 2003-, Japón.
- Reactor Monju, 300 MWe, en Japón. Fue cerrado en 1995 después de una seria fuga de sodio y un incendio. Fue reiniciado el 6 de mayo de 2010.
- Reactor nuclear BN-600, 1981, Rusia, 600 MWe, fin de vida programado para el 2010[9] pero aún en operación.[10]
- FBTR, 1985, India, 10,5 MWt.
- Reactor Rápido Nuclear Experimental Chino, 65 MWt, planificado para el 2009[11]

- Reactor nuclear BN-800, Rusia, operación planificada en el año 2012.[12]

### Bajo construcción
- Reactor Reproductor Rápido Nuclear Prototipo (en inglés: Prototype Fast Breeder Reactor, PFBR), Kalpakkam, India, 500 MWe. Apertura planificada para el año 2011.

### En fase de diseño
- BN-1800, Rusia, construcción iniciada en 2012, operación en 2018-2020.[13]
- Toshiba 4S siendo desarrollado en Japón y está planificado su envío a Galena, Alaska (Estados Unidos) en 2012 (ver Central Nuclear Galena).
- KALIMER, 600 MWe, Corea del Sur, proyectado para el 2030.[14]
- Reactor de IV Generación (refrigerado por Gas·Sodio·Plomo) esfuerzo internacional propuesto por Estados Unidos, después del 2030.
- JSFR, Japón, proyecto de un reactor de 1500 MWe comenzando en 1998, 2010.
- ASTRID, Francia, proyecto de un reactor refrigerado por sodio de 600 MWe. Operación experimental planificada en el 2020.[15]

### Tabla de reactores rápidos
|                 | Estados Unidos                    | Rusia         | Europa                                                      | Asia              |
| --------------- | --------------------------------- | ------------- | ----------------------------------------------------------- | ----------------- |
| Pasado          | Clementine, EBR-I/II, SEFOR, FFTF | BN-350        | Dounreay, Rhapsodie, Superphénix, Phénix (detenido en 2010) |                   |
| Cancelados      | Clinch River, IFR                 |               | SNR-300                                                     |                   |
| En operación    |                                   | BN-600 BN-800 | Jōyō, FBTR, CEFR India                                      |                   |
| En construcción |                                   | BN-800        |                                                             | Monju, PFBR,      |
| Planificados    | Gen IV (Gas·Sodio·Plomo)          | BN-1800       |                                                             | 4S, JSFR, KALIMER |

## Nota
- Esta obra contiene una traducción  derivada de «Fast-neutron reactor» de Wikipedia en inglés, concretamente de esta versión, publicada por sus editores bajo la Licencia de documentación libre de GNU y la Licencia Creative Commons Atribución-CompartirIgual 4.0 Internacional.